# Riverdale (Georgia)
Riverdale es una ciudad ubicada en el condado de Clayton en el estado estadounidense de Georgia. En el año 2020 tenía una población de 15.129 habitantes.

## Geografía
Riverdale se encuentra ubicada en las coordenadas 33°33′53″N 84°24′38″O / 33.56472, -84.41056 (33.564704, -84.410607).
Según la Oficina del Censo, la localidad tiene un área total de 11 km² (4,2 mi²), de la cual 11 km² (4,2 mi²) es tierra y 0 km² (0 mi²) (0.00%) es agua. 

## Demografía
Según la Oficina del Censo en 2000 los ingresos medios por hogar en la localidad eran de $39,530, y los ingresos medios por familia eran $42,323. Los hombres tenían unos ingresos medios de $30,802 frente a los $26,102 para las mujeres. La renta per cápita para la localidad era de $15,377.

## Educación
Las Escuelas Públicas del Condado de Clayton gestiona escuelas públicas.